# Krzysztof Władysław Wesołowski
Krzysztof Władysław Wesołowski – polski uczony, profesor nauk technicznych inżynier, nauczyciel akademicki Politechniki Poznańskiej, były dziekan Wydziału Elektroniki i Telekomunikacji Politechniki Poznańskiej, specjalność naukowa: cyfrowe systemy telekomunikacyjne.

## Życiorys
W 1976 ukończył studia na kierunku elektrotechnika na Politechnice Poznańskiej a w 1977 studia na kierunku matematyka w Uniwersytecie im. Adama Mickiewicza w Poznaniu. W 1982 na Wydziale Elektrycznym Politechniki Poznańskiej uzyskał stopień naukowy doktora nauk technicznych. Tam też na podstawie dorobku naukowego i monografii pt. Adaptacyjny odbiór sygnałów cyfrowych w obecności interferencji międzysymbolowej nadano mu w 1989 stopień doktora habilitowanego nauk technicznych w dyscyplinie: telekomunikacja, specjalności: cyfrowe systemy telekomunikacyjne. W 1999 prezydent RP nadał mu tytuł profesora nauk technicznych. W roku 1982/83 był stypendystą fundacji Fulbrighta na Northeastern University w Bostonie (USA), zaś w roku 1989/90 - stypendystą Fundacji Alexandra von Humboldta na uniwersytecie w Kaiserslautern (RFN). W 1991 r. był tam profesorem wizytującym. 
Jest nauczycielem akademickim Politechniki Poznańskiej. Obecnie zajmuje tam stanowisko profesora zwyczajnego. W latach 2012–19 był dziekanem Wydziału Elektroniki i Telekomunikacji tej uczelni,  a przedtem kierownikiem Katedry Radiokomunikacji.
Wszedł w skład Komitetu Elektroniki i Telekomunikacji PAN, Centralnej Komisji do Spraw Stopni i Tytułów (w latach 2007 - 2010) oraz Rady Doskonałości Naukowej (w kadencji 2019 -2023).